# Stadion (famiglia)
Gli Stadion sono una famiglia nobile che ha dato numerosi politici e diplomatici austriaci.

## Storia
Nobili svevi, gli Stadion conosciuti dal XII secolo con Walter I (-1230); nel XV secolo divengono signori di Thannhausen e Warthausen; sono baroni dell'impero nel 1686 e nel 1705 divengono conti dell'impero. 
Le linee di Thannhausen e Warthausen sono riunite nel 1700, ma già dal 1708 si ridividono. Nel 1741  i feudi sono divisi nelle due linee dei:
- conti von Stadion Thannhausen: la linea ha origine con Hugo Philipp (1741-85); proprietario di vari feudi in Baviera (Siegerthofen, Mosbeuren, Albertweiler, Emerkingen). Nel 1788 la signoria di Thannhausen diviene immediata ed i conti entrano nel collegio dei conti di Svevia, con diritto di voto al Reichstag.  Il conte Friedrich (1750-85) è proprietario del castello condominiale (Ganerbenburg) di Boenningheim.
Regnano sovrani con fino al 1806 sulla contea immediata di Thannhausen, in parte ceduta ai conti von Sinzendorf (1708) e sul feudo equestre di Ober Stadion.
Ultimo sovrano è il conte Johann Georg Joseph Nepomuk (1785-06). La linea familiare si estingue nel 1908. Con la sua mediatizzazione le terre passano alla Baviera nel 1806.
- conti von Stadion Warthausen: sovrani della signoria di Warthausen (Baden occidentale) fino al 1806, quando sono assorbiti nel Wuerttemberg, finché nel 1826 la vendono al regno.
I conti regnanti sono Anton Heinrich Friedrich (1741-68), Franz Konrad (-1787) e Johann Philip Karl Joseph (-1806), che è ministro degli esteri e diplomatico presso Vienna, che lo invia presso le corti di Stoccolma, Londra, Berlino e St. Pietroburgo nel periodo napoleonico finché nel 1816 fonda la Banca Nazionale Austriaca nel tentativo di risanare le finanze statali. La linea si esaurisce nel 1890.

Entrambe le linee sono proprietarie di feudi familiari in Boemia, Galizia e Lodomeria.

## Membri

### Signori von Stadion
- Niccola 1479-1507
- Giovanni 1507-1530
- Giovanni Ulrico 1530-1600
- Giovanni Cristoforo II 1600-1629
- Giovanni Cristoforo III 1629-1688
- Giovanni Filippo 1688-1741

### Conti von Stadion-Thannhausen
- Ugo Filippo 1741-1785
- Giovanni Giorgio Giuseppe Nepomuceno 1785-1806
- Philipp von Stadion und Thannhausen 1799-1868

### Conti von Stadion-Warthausen
- Antonio Enrico Federico 1741-1768
- Francesco Corrado 1768-1787
- Giovanni Filippo Carlo Giuseppe 1787-1806

## Personalità illustri
Tra i vari esponenti della famiglia si ricordano:
- Christoph von Stadion, prelato e umanista tedesco del XVI secolo.
- Johann Philipp Karl Joseph von Stadion (1763 – 1824), conte di Warthausen, ministro degli esteri austriaco.
- Suo figlio, Franz Seraph von Stadion, conte di Warthausen, un importante politico austriaco degli anni quaranta del XIX secolo.